# Ай Би Ем България
„Ай Би Ем България“ ЕООД е българско предприятие за услуги в областта на информационните технологии със седалище в София, подразделение на американската група Ай Би Ем.
Основано е през 1992 година и основната му дейност е предоставянето за ползване на инфраструктура и софтуер и свързаната с тях техническа поддръжка, разработване на адаптирани решения и консултации, главно за финансовия сектор. Чрез подразделението си „Ай Би Ем Глоубъл Деливъри Сентър България“ извършва и аутсорсинг и управление на бизнес процеси. Към 2020 година „Ай Би Ем България“ има обем на продажбите от 142 млн. лева, печалба от 9,43 млн. лева и 1983 служители.